# 微星科技
微星科技（英語：Micro-Star International Co., Ltd.），中文簡稱微星，英文縮寫MSI。為源自臺灣的跨國消費電子產品製造商，成立於1986年8月，主要產品為電競筆電、顯示卡、主機板、伺服器等電腦硬體。

## 歷史

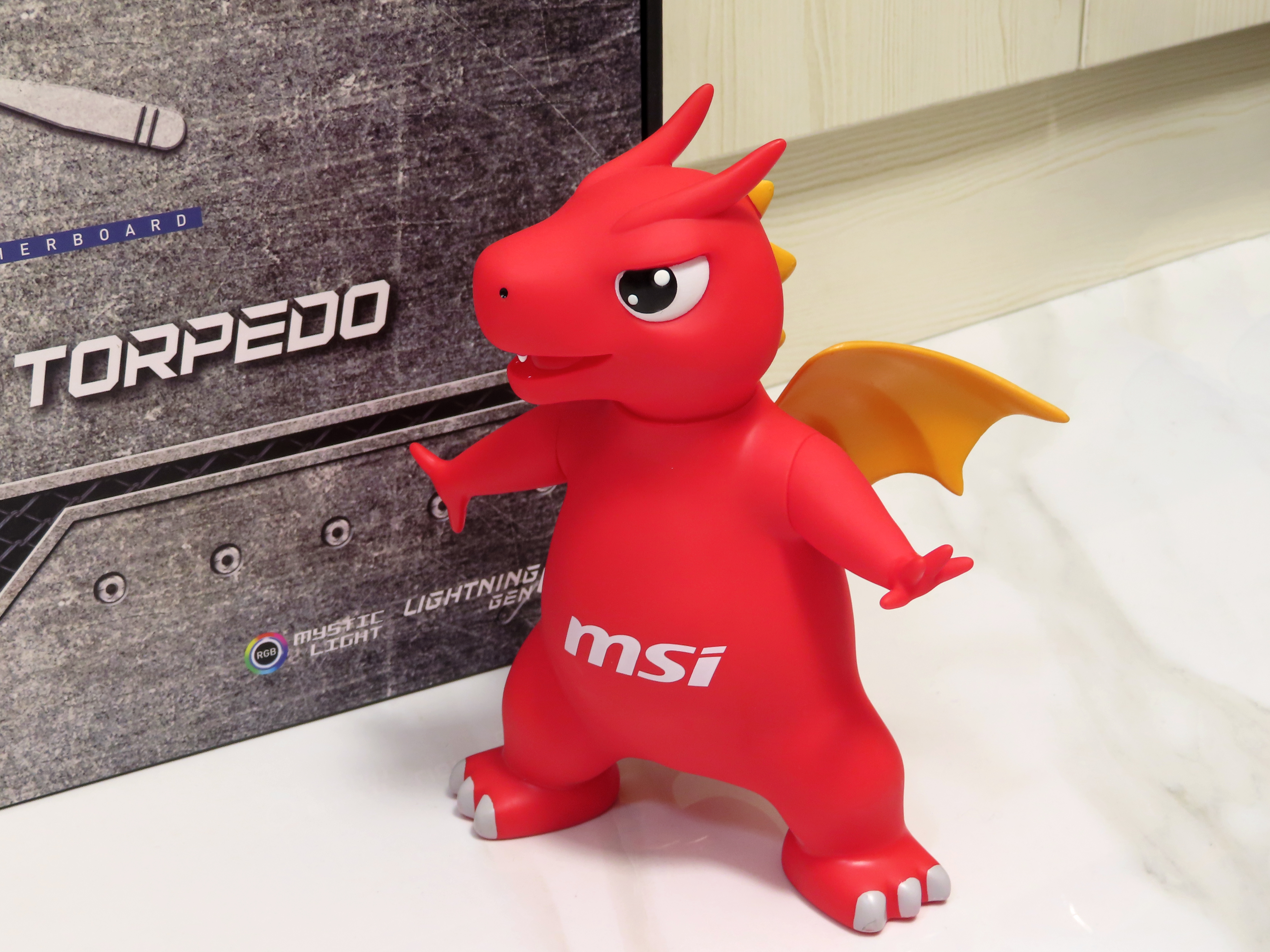
微星吉祥物Lucky龍

微星科技由擁有工程師背景的徐祥、游賢能、黃金請、盧琪隆、林文通等五人所共同創辦，創辦人均曾任職於臺灣索尼，當時徐祥、游賢能、黃金請三人在PC部門，盧琪隆在顯示器部門，林文通則在生產部門。1985年先後離開臺灣索尼。
- 1986年8月，正式成立微星科技。
- 1988年，廠房遷移至台北市中正區和平西路。
- 1995年，開始發展多角化經營。
- 1997年，新北市中和一廠落成。
- 1998年，股票於台灣證券交易所上市。
- 2000年，成立中國廣東省深圳市寶安廠-恩斯邁電子有限公司。
- 2001年，新北市中和區三廠落成。成立中國江蘇省蘇州市昆山廠-微盟電子有限公司。
- 2002年，於荷蘭成立歐洲運籌中心。
- 2016年，推出其中英文版品牌歌。
- 2017年，提出「TRUE GAMING 精工藝 真電競」精神，口號SOME ARE PC, WE ARE GAMING，建構品牌核心價值。

## 產品
電競產品

微星電競筆電，可見到代表性的龍盾標誌

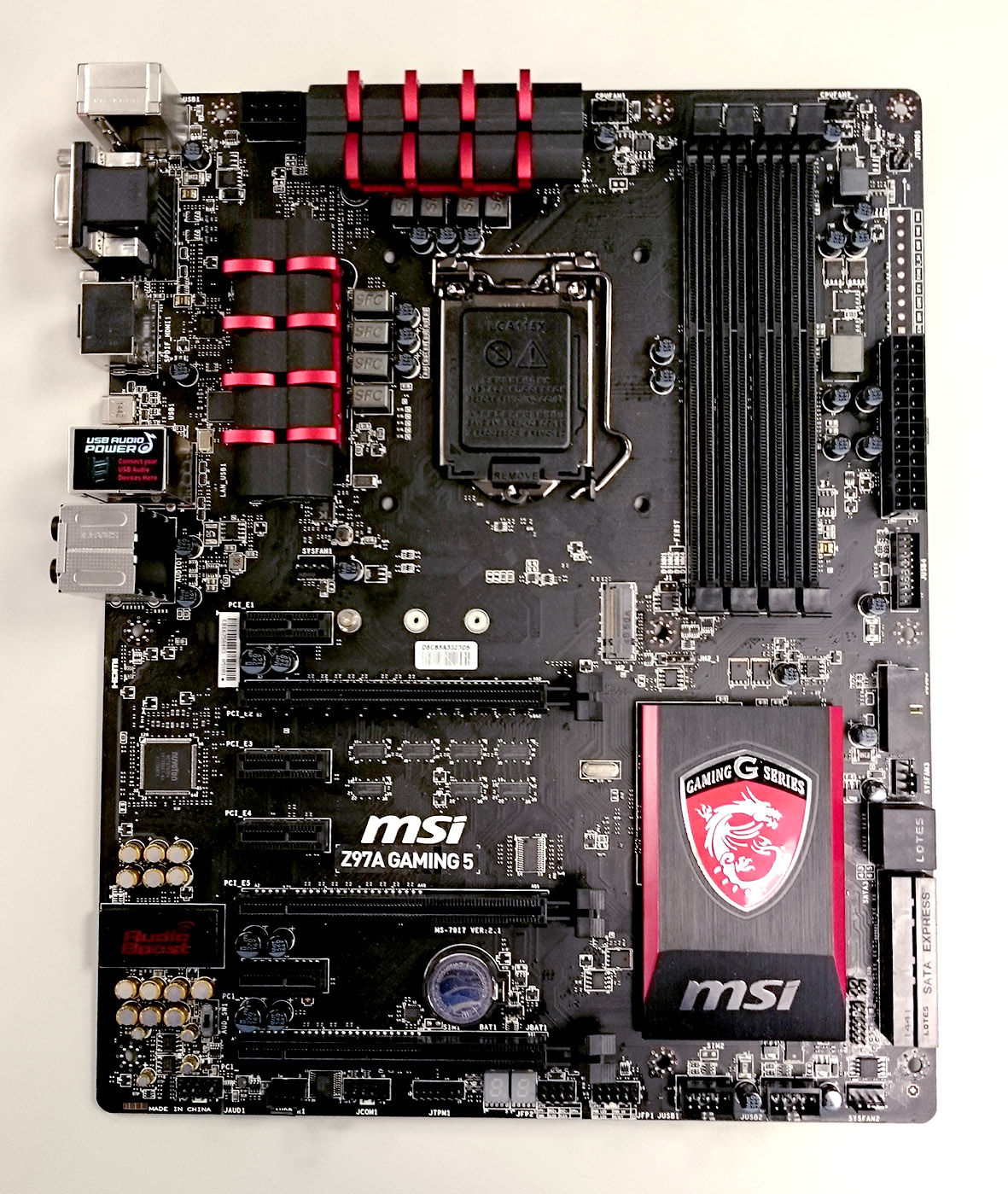
微星電競主機板

2003年，開始生產筆記型電腦。2007年，發表可超頻筆記型電腦。2008年，發表全球第一台10吋小筆電。2012年，發表電競筆記型電腦，以龍盾牌LOGO作為代表圖騰，紅黑配色為主要視覺設計。2014年，發表全球第一台配備機械式背光鍵盤的電競筆記型電腦。電競筆記型電腦為微星帶來知名度，隨後主機板、顯示卡等產品加入電競系列產品，後續亦開展出電競滑鼠、電競鍵盤、電競耳機、電競桌機等。2017年，導入全紅龍盾牌圖騰，作為公司LOGO。與舊有黑紅龍盾牌圖騰，代表產品LOGO，做出區隔。2017年推出首款24吋、27吋1800R曲面面板電競專用螢幕。2019年11月，推出AI電競顯示器。2019年11月27日，推出首款7奈米製程電競筆電Alpha 15。
一般產品
1997年，發表第一款顯示卡和準系統。2000年，發表第一款伺服器。2001年，發表第一款光學儲存裝置。2002年，發表第一款藍牙主機板和通訊產品。2003年，發表第一款平板電腦。2004年，發表第一款可攜式多媒體影音播放器。2006年，發表第一款口袋型數位電視。2007年，發表雙輪式智慧型影音互動導覽機器人。2008年，發表第一款車用電子。2009年，發表第一款一體成型電腦。
其他產品
2019年10月，發表一款結合人性智能及尖端科技的服務型智能機器人Autonomous Mobility Robot (AMR)，取得大潤發及日月千禧酒店認證，在實際場域中落地應用。
支援虛擬實境
2016年，微星與宏達電合作，開發多款支援虛擬實境（VR）電競筆電，並於2016年6月台北國際電腦展新品發表。隨後推出專為HTC Vive量身設計VR One Backpack PC虛擬實境電腦背包，榮獲2017年消費電子展（Consumer Electronics Show, CES）電競最佳創意獎、科技最佳創意獎（Innovation Awards），以及2017年ETG台灣頂尖電競裝備大賞（Taiwan Esport Top Gear Awards, ETG）創新應用特別獎。並於2016年9月與宏達電聯手進軍東京電玩展（TGS）。
創作者系列
2018年，微星投入Creator內容創作者市場，推出Prestige系列筆電。2019年，接續推出Prestige系列桌機、螢幕。並於2019 COMPUTEX首度展出Prestige創作者系列全產品線，包括桌機、筆電、顯示器及周邊鍵盤、滑鼠。
AI系列
2023年，微星投入AI PC市場，推出MSI Prestige 16 AI Evo智能AI筆記型電腦，獲頒COMPUTEX 2024 Best Choice金獎；MSI Modern AM273Q AI系列一體式電腦，獲頒COMPUTEX 2024 Best Choice類別獎。

## 相關事件

### 美國槍擊案
2019年3月，美國加州一名玩家Eric Gan於X表示，住處遭到不明人士流彈槍擊，子彈穿牆而入，屋內留下多處彈孔，其中一發擊中玩家的微星電競顯示器Optix G27C2，幫玩家擋下子彈後的屏幕還可正常工作，屋內2人皆毫髮無傷。根據美國警方表示，該事故共計5發流彈源自於附近一場派對衝突。

### 執行長墜樓不治
2020年7月7日，微星執行長兼總經理江勝昌在公司墜樓，送醫不治。

### 中國分公司發表一中爭議
2023年4月，一名中國大陸網友在微博發文質疑微星的滑鼠包裝上將產地標為「Taiwan（R.O.C）」，網友詢問客服「台灣，是否是中華人民共和國的一部分」。客服回應「是的微星是中國台灣品牌」，接著再詢問包裝圖片問「ROC」是什麼的縮寫，客服表示「ROC是Republic Of China的英文縮寫，意思是中華民國」。此貼文造成中國網友喊抵制。微星則於17日在微博發表聲明表示「作為一家中國公司，微星科技一直堅持一個中國原則，維護國家主權和領土完整」，此外指出為產品包裝新舊問題並將會執行嚴格的審核機制，最後表示針對客服回覆用戶留言造成不良影響道歉，將加強客服訓練。

### 社交媒体短视频争议
2024年1月17日，微星官方在微信公众号“微星GAMING”发布题为《拒绝精神内耗！从删除男朋友游戏开始！！》的短视频，并在回复网民评论中使用含有歧义的小丑表情，引发网民不满和抵制。1月19日，自称为该账号运营的用户在相关内容评论区道歉，称“视频原意想表达游戏快捷方式被女朋友删除，想做搞笑剧情。但由于选题/演绎方式/视频标题回复等各方面都欠缺考虑，产生歧义”。1月20日，微星官方在社交媒体发布致歉声明，称已停止运营团队工作并作更换，同时追究相关人员责任。

## 圖庫

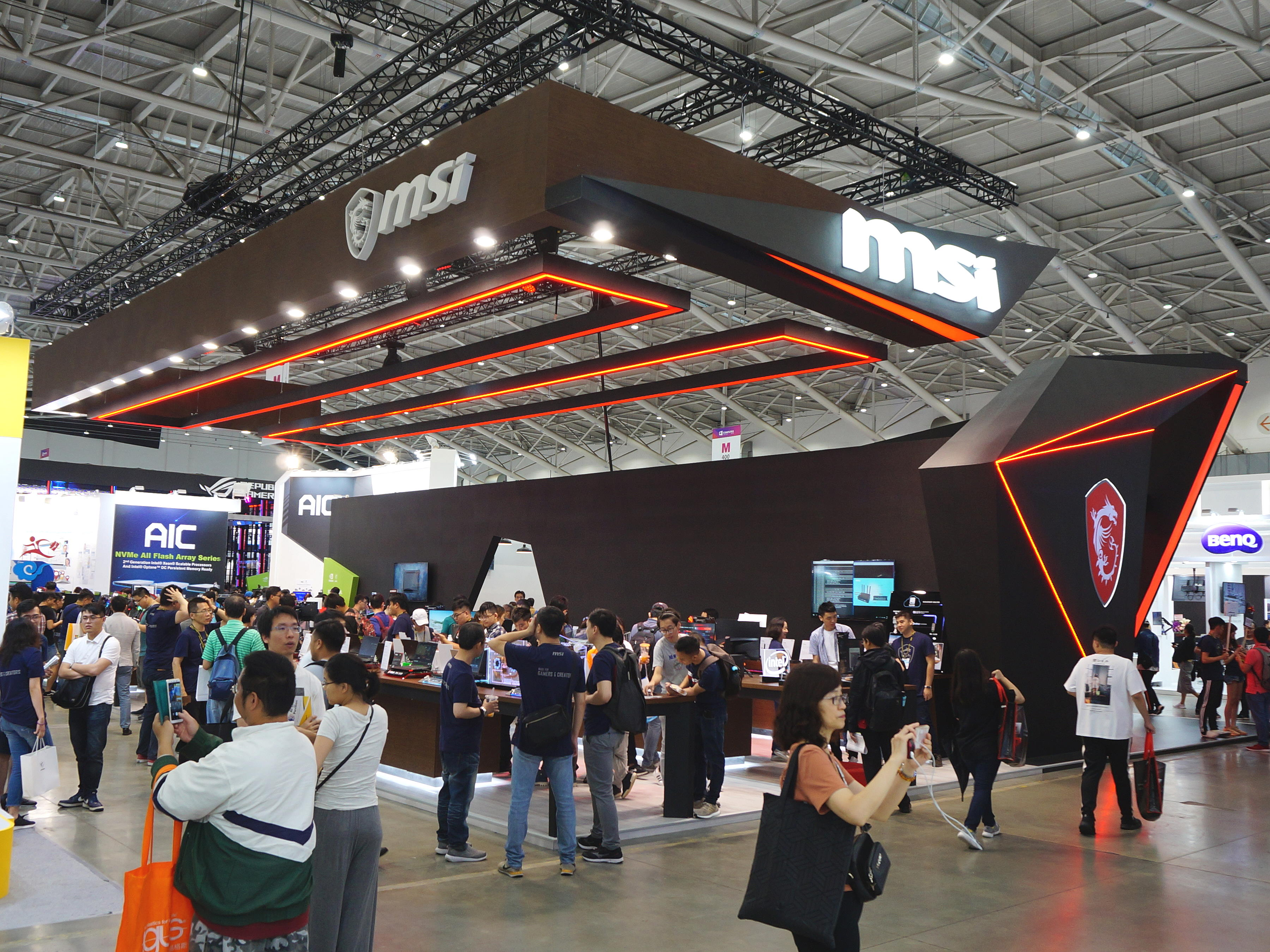
Gaming系列產品台北電腦展攤位
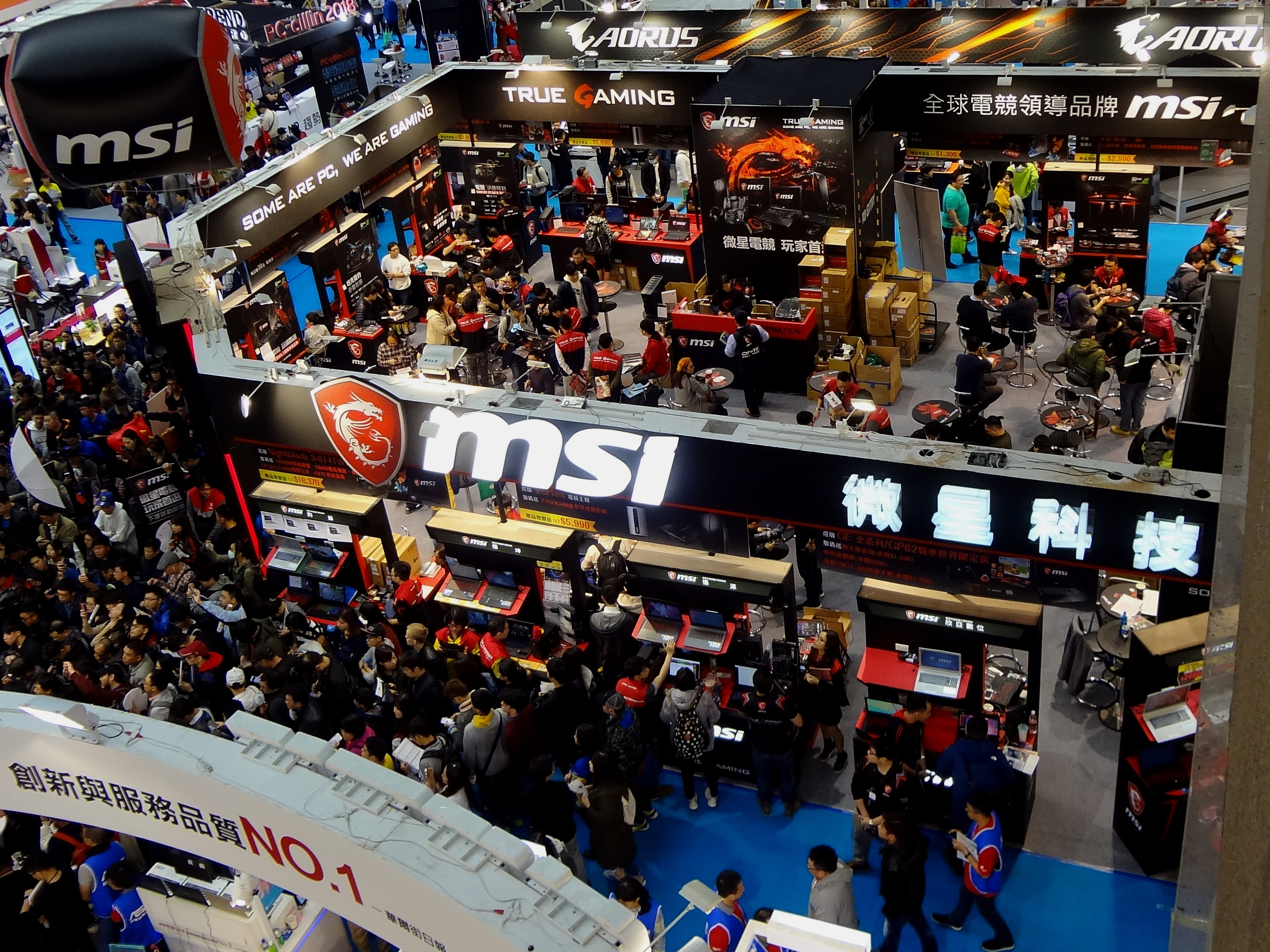
2017年資訊月攤位
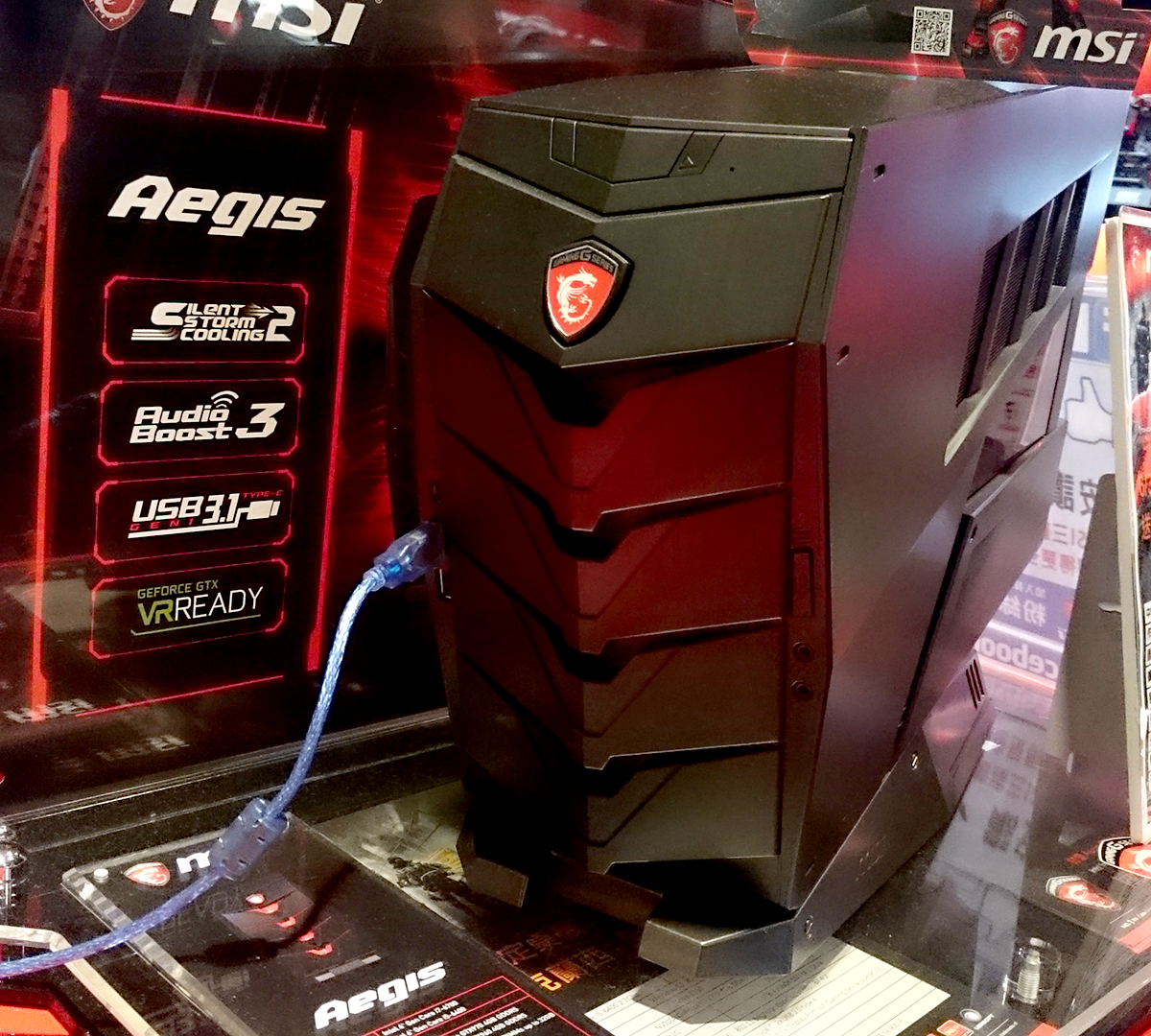
Trident 海神戰戟桌機

## 外部連結
- 微星科技 （页面存档备份，存于）（繁體中文）
- 微星科技的Facebook專頁（繁體中文）
- MSI的X（前Twitter）（英文）
- 微星科技的Instagram帳戶（繁體中文）
- YouTube上的微星科技頻道（繁體中文）